# 密花五层龙
密花五层龙（学名：Salacia confertiflora）为卫矛科五层龙属的植物，是中国的特有植物。分布于中国大陆的海南等地，生长于海拔700米的地区，常生于低海拔至中海拔的森林中，目前尚未由人工引种栽培。